# デントン郡 (テキサス州)
デントン郡（英: Denton County）は、アメリカ合衆国テキサス州の北部に位置する大都市郊外型郡である。人口は90万6422人（2020年）。郡庁所在地はデントンである。デントン郡は1846年に設立され、郡名およびデントン市の名前は共に初期開拓者だったジョン・B・デントンに因んで名付けられた。
ダラス・フォートワース大都市圏（メトロプレックスと呼ばれている）の北部に位置し、国内でも最大級に人口成長率の高い郡である。州内第3の都市であるダラス市や第5の都市であるフォートワース市の小部分が郡内に入っている。

## 歴史
デントン郡となった地域に白人開拓者が入ってくる以前は、キチャイ族やレナペ族など様々なインディアン部族が疎らに住んでいた。1840年代初期にまずピーターズ・コロニーの地主が入植した。テキサス併合の時まで、この地域はファニン郡の一部と見なされていた。1846年4月11日、第1期テキサス州議会がデントン郡を設立した。郡名は1841年にタラント郡にあったインディアンの集落を襲撃したときに殺されたジョン・B・デントンに因んで名付けられた。元々郡庁所在地はピックニービルにあった。現在もあるアルトン橋が造られたときにアルトンの町に変更され、さらに最終的にはデントン市に移された。
1860年までに人口は5,031人になっていた。1861年3月4日、郡民の投票で331票対264票という接戦で合衆国からの脱退を決めた。1880年代初期にはミズーリ・カンザス・テキサス鉄道が、郡南部にあるルイスビルを通った。デントン郡旧庁舎は1896年に建造され、今日では様々な政府事務所の他に博物館を収容している。

## 地理
デントン郡はダラス・フォートワース大都市圏（メトロプレックスと呼ばれている）の北部に位置し、オクラホマ州の州境からは南に56キロメートルにある。アメリカ合衆国国勢調査局に拠れば、郡域全面積は952.98平方マイル (2,468.2 km2)であり、このうち陸地878.43平方マイル (2,275.1 km2)、水域は74.55平方マイル (193.1 km2)で水域率は7.82％である。最大の水域はルイスビル湖であり、1954年にガルザ・リトルエルム貯水湖がダラス湖と合流して形成された。東クロス・ティンバーズ地域の西端にあり、グランドプレーリーの一部であるテキサス黒土プレーリーに広がってもいる。郡の一部は、天然シェイルガスが大量に眠っていると考えられる地層であるバーネット・シェイルの上にある。1995年から2007年にかけて、郡内の天然ガス井戸の数は156から1,820にまで増えた。

## 都市
- デントン（郡庁所在地）
- ルイスビル
- フラワーマウンド

## 交通
州間高速道路35号線の東支線と西支線の北側交差点が、郡内デントン市の北テキサス大学キャンパス近くにある。これらの道路はそれぞれダラス市とフォートワース市に向かっている。1931年、ルイスビルを抜け、デントン市とダラス市を繋ぐアメリカ国道77号線の舗装が完成した。農場市場直結道路3040号線の全体が郡内にあり、フラワーマウンドにある農場市場直結道路2499号線との交差点からキャロルトン市のヘブロン・パークウェイに繋いでいる。
デントン郡交通公社が、デントン、ルイスビル、ハイランドビレッジを含む郡内のバス便を運行している。また通勤列車のAとレインも運行しており、ターミナルがキャロルトンにある。
郡内にはデントン市民空港とロアノークのノースウェスト地域空港がある。ダラス・フォートワース国際空港は郡の南数マイルの位置にある。

## 教育

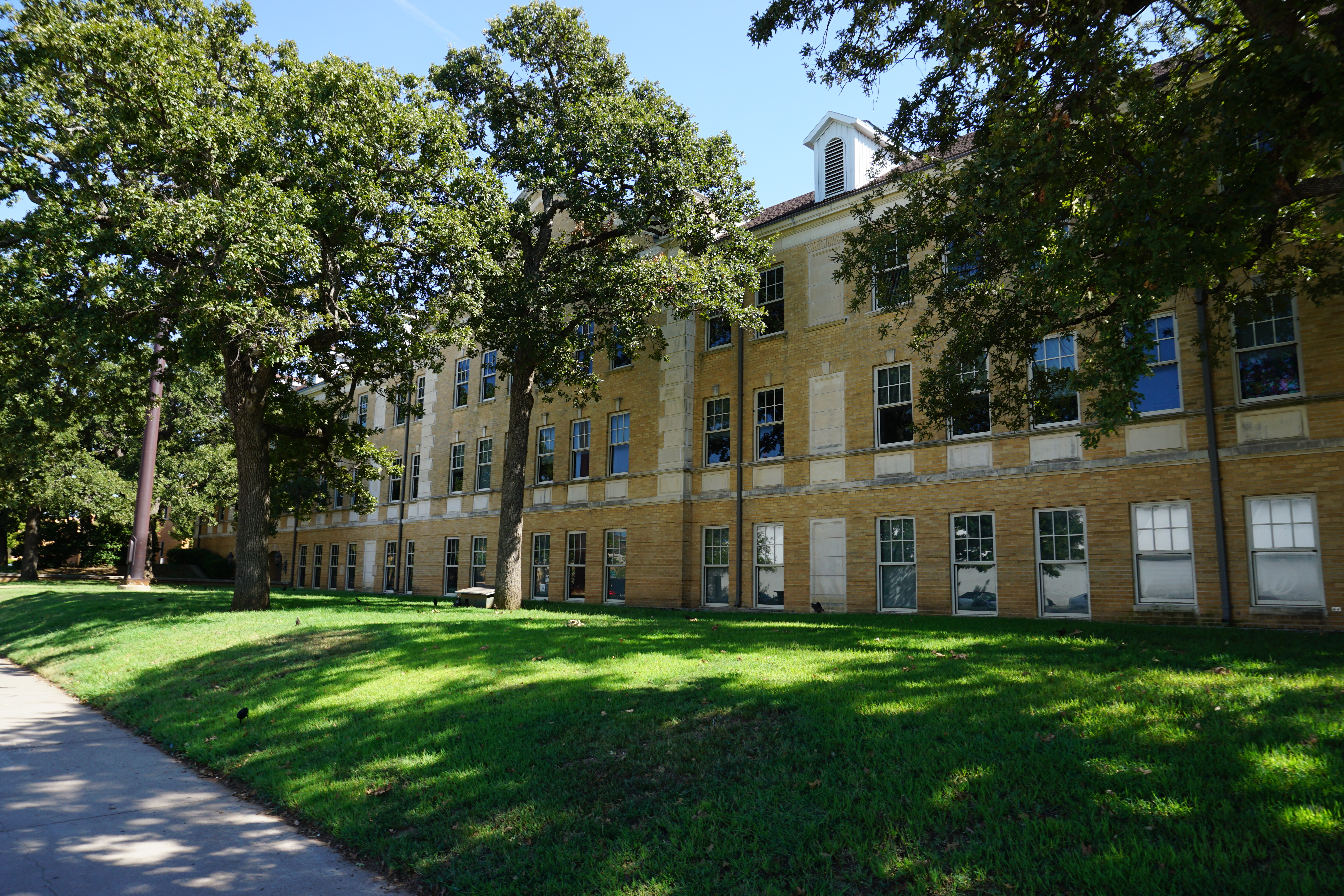
北テキサス大学

デントン郡の中にその全体が入っている教育学区
- アーガイル独立教育学区
- オーブリー独立教育学区
- デントン独立教育学区
- レイクダラス独立教育学区
- ルイスビル独立教育学区
- リトルエルム独立教育学区
- ポンダー独立教育学区
- サンガー独立教育学区

デントン郡内に下記の高等教育機関がある
- 北テキサス大学
- テキサス女子大学
- 北中部テキサス・カレッジ

## 人口動態
2000年から2007年に掛けて、人口は41.4％増加し、国内でも29番目に成長速度の高い郡となった。
以下は2010年の国勢調査による人口統計データである。
基礎データ
- 人口: 662,6148人
- 世帯数: 224,840 世帯
- 家族数: 256,139 家族
- 人口密度: 291人/km2（754.3人/mi2）

人種別人口構成
- 白人: 75%
- アフリカン・アメリカン: 8.4%
- ネイティブ・アメリカン: 0.7%
- アジア人: 6.6%
- 太平洋諸島系: 0.1%
- 混血: 2.9%
- ヒスパニック・ラテン系: 18.2%

## 参考資料
書籍
- Bates, Edward (1918). History and Reminiscences of Denton County. Denton, Texas: McNitzky Printing Company. LCCN 19-4337. OCLC 2133818. OL 23400877M
- Bolz, Jim; Bolz, Tricia (2010). Denton County. Postcard History. Charleston, South Carolina: Arcadia Publishing. ISBN 978-0-7385-8452-2. OCLC 620741494 2011年10月26日閲覧。
- Bridges, Clarence (1978). History of Denton, Texas From Its Beginning to 1960. Waco, Texas: Texian Press. ASIN B0006CU42G. OCLC 004235340 2011年11月4日閲覧。
- Cowling, Mary Jo (1936). Geography of Denton County. Dallas, Texas: Banks, Upshaw, and Company. ASIN B003F8JBE0. LCCN 36--15037. OCLC 2672035.  オリジナルの2011-01-01時点におけるアーカイブ。 2011年9月23日閲覧。
- Hervey, Hollace (2002). Historic Denton County: An Illustrated History. San Antonio, Texas: Historical Pub Network. ISBN 978-1-893619-07-4. LCCN 2002-101353. OCLC 52948987. OL 3572319M 2011年9月17日閲覧。
- Odom, E. Dale (1996). An Illustrated History of Denton County, Texas: From Peters Colony to Metroplex (First ed.). ISBN 0-9651324-0-4
- Sales, Joshua (August 2007). Determining the Suitability of Functional Landscapes and Wildlife Corridors Utilizing Conservation GIS Methods in Denton County, Texas (M.S. thesis). University of North Texas. OCLC 191674292. 2010年1月1日時点のオリジナルよりアーカイブ. 2012年4月16日閲覧.

地図
- Mapbook 450 (PDF) (Map). 1:120,000. Texas County Map Book. Texas Department of Transportation. 2010. p. 450. 2012年4月17日閲覧.
- Mapbook 451 (PDF) (Map). 1:120,000. Texas County Map Book. Texas Department of Transportation. 2010. p. 451. 2012年4月17日閲覧.
- Mapbook 480 (PDF) (Map). 1:120,000. Texas County Map Book. Texas Department of Transportation. 2010. p. 480. 2012年4月17日閲覧.
- Mapbook 481 (PDF) (Map). 1:120,000. Texas County Map Book. Texas Department of Transportation. 2010. p. 481. 2012年4月17日閲覧.

ウェブサイト
- Odom, Dale (2010年). “Denton County”.   Texas State Historical Association. 2012年4月16日閲覧。
- “Denton County QuickFacts from the US Census Bureau”.   United States Census Bureau (2012年1月31日). 2011年7月9日時点のオリジナルよりアーカイブ。2012年4月16日閲覧。
- “Table 8: Population Estimates for the 100 Fastest Growing U.S. Counties with 10,000 or More Population in 2007: April 1, 2000 to July 1, 2007” (XLS).   United States Census Bureau. 2008年7月15日閲覧。
- “Texas Almanac: Population History of Counties from 1850–2010” (PDF).   TexasAlmanac.com (2010年). 2012年4月16日閲覧。

- “Monthly Averages for Denton, TX”.   The Weather Channel. 2012年4月17日閲覧。